# Пашицкий, Дмитрий
Дмитрий Пашицкий (укр. Дмитро Пашицький; род. 29 ноября 1987 года в Киеве) — российский волейболист, центральный блокирующий. Чемпион Эстонии (2011), Чемпион Балтики (2011), Чемпион России (2019).

## Биография
Дмитрий Пашицкий родился в Киеве (Украина), но значительную часть жизни провёл в Риге (Латвия), где и начал заниматься волейболом.

## Карьера
Клубы
Дмитрий Пашицкий начал свою профессиональную волейбольную карьеру в эстонском клубе Pärnu VK (Пярну) в 2009 году. В следующем сезоне он присоединился к другому эстонскому клубу VK Selver Tallinn (Таллин), с которым он выиграл чемпионат Эстонии, Кубок Эстонии и чемпионат Балтийской лиги в 2011 году.
В 2011 году Пашицкий переехал во Францию, чтобы присоединиться к самому титулованному волейбольному клубу в истории Франции — AS Cannes VB (Канны). В 2013 году он получил награду французской топ-лиги по волейболу LNV за лучшего центрального блокирующего сезона 2012/13.
Сезон 2014/15 Пашицкий провёл в польском клубе MKS Cuprum Lubin (Любин). Там он стал лучшим блокирующим польской топ-лиги по волейболу PlusLiga сезона 2014/15, установив рекорд лиги — 116 блоков за сезон (который до сих пор никем не побит), а также стал самым результативным игроком команды, что крайне необычно для игроков его амплуа. В 2015 году он присоединился к «Asseco Ресовия» (Жешув), чемпиону Польши предыдущего сезона, с которым стал вице-чемпионом Польши и вышел в «Финал 4-х» Лиги чемпионов ЕКВ сезона 2015/16. В 2016 году его арендовал на один год другой польский клуб — Lotos Trefl Gdańsk (Гданьск).
За время выступлений в PlusLiga Пашицкий получал индивидуальные награды MVP девять раз.
В 2017 году Пашицкий подписал контракт с российским клубом «Кузбасс» (Кемерово), с которым он выиграл чемпионат России и Суперкубок России, а также стал полуфиналистом Кубка ЕКВ сезона 2018/19.
В 2020 году он стал в составе «Кузбасса» бронзовым призёром чемпионата России и вышел в полуфинал Лиги чемпионов 2019/2020. 9 июня 2020 года покинул «Кузбасс».
15 июня 2020 года Дмитрий Пашицкий переходит в волейбольный клуб «Зенит» (Санкт-Петербург). В этот же день Пашицкий сообщает, что подал документы на получение российского гражданства.
В сезоне 2020/21 Пашицкий в составе «Зенита» становится вице-чемпионом России и финалистом Кубка России и Кубка ЕКВ.  27 февраля 2022 года отыграл последний за команду матч против «Кузбасса», а затем клуб объявил, что предоставил игроку бессрочный отпуск из-за вооружённого вторжения России на Украину.
15 марта 2022 года состоялась пресс-конференция, на которой спортсмен участвовал вместе с президентом польского клуба "Трефль" Дариушем Гадомским и главным тренером Михалом Винярским. На ней было объявлено, что игрок разорвал контракт с "Зенитом", но из-за нежелания Федерации волейбола России давать необходимое согласие на его участие в польском чемпионате, нужно дождаться решения Международной федерации волейбола. Она сделала исключение для Пашицкого, разрешив ему переход в польский чемпионат без международного сертификата, и уже в среду он дебютировал за новую команду.

## Спортивные достижения
Клубные
- Чемпион Эстонии — 2010/11
- Обладатель Кубка Эстонии — 2010/11
- Чемпион Балтийской лиги — 2010/11
- Вице-чемпион Польши — 2015/16
- Финалист Кубка России — 2017
- Чемпион России — 2018/19
- Обладатель Суперкубка России — 2019
- Бронзовый призёр чемпионата России — 2019/20
- Финалист Кубка России — 2020
- Вице-чемпион России — 2020/2021

Международные
- Участник «Финала 4-х» Лиги чемпионов 2015/16
- Полуфиналист Кубка ЕКВ — 2018/19
- Полуфиналист Лиги чемпионов 2019/2020
- Финалист Кубка ЕКВ — 2020/21

Индивидуальные
- Лучший центральный чемпионата Франции 2012/13
- Лучший блокирующий чемпионата Польши 2014/15
- 12 MVP наград, чемпионат Польши 2014 - 2017, 2022